# Francisco de la Torre (poeta)
Francisco de la Torre, (¿1534 - 1594?), poeta español de la segunda fase del Renacimiento, perteneciente a la Escuela de Salamanca, que no hay que confundir con el poeta homónimo de la primera mitad del XVII.

## Biografía
Casi nada se sabe sobre su vida y sin duda es el poeta más misterioso del siglo XVI. Nada más que una suma de conjeturas extraídas de los débiles indicios que ofrecen sus versos es la biografía bosquejada por Aureliano Fernández-Guerra como discurso de entrada en la Real Academia Española en 1857. Según este autor, habría nacido en Torrelaguna hacia 1534, habría estudiado en Alcalá de Henares y seguido la carrera militar en Italia, para al final de su vida hacerse clérigo. 
Un manuscrito de sus poesías circulaba a principios del siglo XVII con una Aprobación de Alonso de Ercilla, que murió en 1594, y llamó la atención de Quevedo, quien lo compró y editó junto a las obras de fray Luis de León en 1631 para combatir con buenos ejemplos de poesía clásica los excesos del Culteranismo. Quevedo se preocupó de indagar sobre el autor del manuscrito, que el librero le vendió con desprecio, pero no pudo sacar nada en limpio; es más, en él estaba "en cinco partes borrado el nombre del autor con tanto cuidado, que se añadió humo a la tinta". Cuando en 1753 José Luis Velázquez reimprimió las obras de Francisco de la Torre en Madrid pensó que su autor era en realidad el propio Francisco de Quevedo, teoría que la crítica moderna rechaza con unanimidad desde Manuel José Quintana en el siglo XIX. 
Sus obras han sido editadas modernamente por Alonso Zamora Vicente en la colección Clásicos Castellanos, en 1944, y hay otras posteriores no menos notables, por ejemplo la de María Luisa Cerrón Puga en Ediciones Cátedra, de 1984, que anota las fuentes italianas. En un ensayo reciente, Antonio Alatorre insiste, sin aportar detalles biográficos nuevos, que "Francisco de la Torre nació a mediados del siglo XVI en Santa Fe de Bogotá, donde parece haber pasado toda su vida".
Muy influido por el Petrarquismo, algunos de sus poemas son traducciones de escritores italianos, sobre todo Benedetto Varchi, y construye su cancionero en torno a una tal Filis, que al retorno del amante de Italia encuentra casada con otro. Por modelos tiene a Garcilaso y Horacio dentro de una cosmovisión inmersa por completo en el Neoplatonismo, pero le singulariza su finísima sensibilidad ante temas como la noche, la tórtola solitaria, el dolor por la ausencia de la amada, etcétera. En Francisco de la Torre la existencial melancolía garcilasiana se aquilata, depura y refina aún más hasta llegar casi a lo prerromántico; al igual que el poeta toledano, su actitud es paganizante por extremo. 
La obra está dividida en tres libros: Libros primero y segundo de los versos líricos, donde destacan algunos sonetos de extremada perfección formal y emoción, como los dedicados A la noche y a temas pastoriles, y Libro tercero de los versos adónicos, así como ocho églogas reunidas bajo el título de Bucólica del Tajo. 
Sus Canciones gozan de justa fama, en especial A la tórtola y A la cierva herida. También hizo algunas aportaciones a la métrica española, como la llamada estrofa de La Torre o sáfico adónica, que fue seguramente el primero en cultivar, y escribió endechas en heptasílabo suelto y en hexasílabos:
| Endecha II El pastor más triste que ha seguido el cielo, dos fuentes sus ojos y un fuego su pecho. |

| Endecha IV Veneno su pecho, yerba y áspid hecho, dentro de mi pecho, crudo amor, te siento. |